# Derby Palermo-Siracusa
Il derby Palermo-Siracusa rappresenta una sfida tra due tradizioni calcistiche, quella del Palermo e quella del Siracusa, che affonda le sue radici nel 1909, ed è dunque annoverabile tra i derby siciliani più antichi. Il confronto è risultato importante quando non decisivo in alcuni momenti della storia di entrambe le compagini.
Riconoscendo le due odierne società quali eredi della rispettiva tradizione sportiva cittadina, in totale gli incontri disputati per competizioni ufficiali (Serie B, Serie C, Coppa Italia, Coppa Italia di Serie C, campionati di massima serie precedenti al girone unico, play off e spareggi vari) sono 25. Le città di Palermo e Siracusa sono distanti geograficamente circa 260 km. 

5 novembre 1989, squadre appena scese in campo nel derby vinto dai rosanero per 2-0

Il primo incontro in assoluto (non ufficiale) fra due squadre di Siracusa e di Palermo risale al 1909 tra l'Ortigia Sport Club 1907 e il Palermo Football Club, incontro inizialmente valido per la Coppa Lipton ma poi disputato come amichevole perché il regolamento del torneo indetto dal mercante britannico del tè sir Thomas Lipton vietava che le squadre schierassero in campo calciatori professionisti, quelli dell'Ortigia lo erano e ciò gli costò la squalifica. Il primo derby ufficiale è stato invece disputato nel campionato meridionale 1928-1929 quando il Circolo Sportivo Tommaso Gargallo e sempre il Palermo FC erano la principale realtà calcistica aretusea e palermitana. Disputato il 23 dicembre 1928 al Coloniale di Siracusa, gli azzurri si imposero con il punteggio di 2-0 (Zavaroni su calcio di rigore al 67' e raddoppio di Della Casa al 77'). Quello tra Siracusa e Palermo non è stato un derby frequente, ma si ricordano particolarmente le sfide accese giocate in Serie B nel biennio 1946-1947/1947-1948, e quelle in Serie C negli anni 80/90. 
I due club non si incontrano dalla stagione 1992-1993. L'ultimo derby si è disputato in quel di Siracusa, terminato con un pareggio (1-1, vantaggio azzurro con Rovani al 58', pareggio rosanero con Valentini al 69'). Fra le due tifoserie esisteva un gemellaggio durato fino ai primi anni duemiladieci, che con il passare degli anni è stato rinnovato a singhiozzo vista anche la contemporanea assenza di incontri, ricominciati soltanto nell'estate 1998 con un'amichevole giocata al Nicola De Simone e finita 0-0.

## Risultati
Dati aggiornati al 30 marzo 2017.
Qui di seguito si riporta la lista completa in ordine cronologico dei 25 derby calcistici disputati in gare ufficiali dal 1928.
| Arbitro: | Fagioli (Napoli) |

|                                    |           |  |
| Zavaroni 67’ (rig.) Della Casa 77’ | Marcatori |  |

| Arbitro: | Dattilo (Roma) |

|                                                        |           |  |
| Cavallini 13’ Pasquini 15’ Frangipane 43’ Scioscia 53’ | Marcatori |  |

| Arbitro: | Dattilo (Roma) |

|                |           |           |
| Frangipane 69’ | Marcatori | 19’ Gemme |

| Arbitro: | Mazzarino (Roma) |

|                                           |           |  |
| Gamma 21’, 88’ Della Casa 71’, 83 (rig.)’ | Marcatori |  |

| Arbitro: | Turbiani (Ferrara) |

|                                                 |           |              |
| Scioscia 14’ Ruffino 26’ Del Cittadino 35’, 36’ | Marcatori | 60’ Cavedoni |

| Arbitro: | Caironi (Milano) |

|  |           |            |
|  | Marcatori | 20’ Radice |

| Arbitro: | Mazza (Torre del Greco) |

|              |           |  |
| Vecchina 59’ | Marcatori |  |

| Arbitro: | Cilento (Soverato) |

|           |           |  |
| Conti 55’ | Marcatori |  |

| Arbitro: | Gemini (Roma) |

|              |           |              |
| Peresson 81’ | Marcatori | 88’ Di Falco |

| Arbitro: | Anastasi (Messina) |

|             |           |                         |
| Fazzina 77’ | Marcatori | 5’ Bazan 46’ De Rosalia |

| Arbitro: | Sampognaro (Catania) |

|                                                               |           |  |
| Bazan 26’, 75’, 89’ Riccobono 30’ De Rosalia 48’ Di Falco 79’ | Marcatori |  |

| Siracusa 12 gennaio 1947 16ª giornata Serie B 1946-1947 12º derby | Siracusa      | 0 – 0 | Palermo | Stadio del Littorio\| Arbitro: \| Arpaia (Roma) \| |
| Arbitro:                                                          | Arpaia (Roma) |       |         |                                                    |

| Arbitro: | Gardella (Foggia) |

|                     |           |  |
| Conti 75’ Curto 90’ | Marcatori |  |

| Arbitro: | Cappucci (Roma) |

|              |           |  |
| Quindici 34’ | Marcatori |  |

| Arbitro: | Stampacchia (Napoli) |

|  |           |              |
|  | Marcatori | 46’ Trevisan |

| Arbitro: | Arena (Ercolano) |

|                                   |           |             |
| Carrera 23’ Casale 35’ D'Este 71’ | Marcatori | 42’ Milazzo |

| Arbitro: | Boggi (Salerno) |

|                                  |           |                                         |
| Di Bari Spinella Martin Mariotti | Marcatori | Nuccio Casale Manicone Marchetti D'Este |

| Arbitro: | Sanguineti (Chiavari) |

|  |           |             |
|  | Marcatori | 70’ Carrera |

| Arbitro: | Falca (Pinerolo) |

|            |           |             |
| D'Este 16’ | Marcatori | 9’ Mariotti |

| Arbitro: | Capovilla (Verona) |

|                         |           |  |
| Cancelli 2’ Musella 41’ | Marcatori |  |

| Arbitro: | D'Ambrosio (Padova) |

|                |           |             |
| Pannitteri 51’ | Marcatori | 42’ Musella |

| Arbitro: | Conocchiari (Macerata) |

|                                |           |  |
| Cangini 38’ (rig.) Lunerti 77’ | Marcatori |  |

| Arbitro: | Capovilla (Verona) |

|                                 |           |                      |
| Mazzucato 47’, 76’ Bizzarri 39’ | Marcatori | 35’ Modica 89’ Biffi |

| Arbitro: | Iannello (Voghera) |

|                |           |  |
| Buoncammino 7’ | Marcatori |  |

| Arbitro: | Messina (Bergamo) |

|            |           |               |
| Rovani 58’ | Marcatori | 69’ Valentini |

## Amichevoli
Dati aggiornati al 30 marzo 2017
Qui di seguito si riporta la lista delle amichevoli disputate in gare non ufficiali.
| Siracusa stagione 1998-1999 amichevole | Siracusa       | 0 – 0 | Palermo | Stadio Nicola De Simone (500 spett.)\| Arbitro: \| non comunicato \| |
| Arbitro:                               | non comunicato |       |         |                                                                      |

## Statistiche di squadra

### Giocati a Palermo
|                             | Gare | Vittorie Palermo | Pareggi | Vittorie Siracusa | Gol Palermo | Gol Siracusa |
| Serie B                     | 2    | 1                | 0       | 1                 | 2           | 1            |
| Serie C/C1                  | 5    | 5                | 0       | 0                 | 10          | 1            |
| Camp. Merid. (1928-1929)    | 2    | 1                | 1       | 0                 | 5           | 1            |
| Camp. siciliano (1944-1945) | 1    | 1                | 0       | 0                 | 6           | 1            |
| Serie C2                    | 1    | 0                | 1       | 0                 | 1           | 1            |
| Coppa Italia                | 0    | 0                | 0       | 0                 | 0           | 0            |
| Coppa Italia C              | 1    | 1                | 0       | 0                 | 3           | 1            |
| Totale                      | 12   | 9                | 2       | 1                 | 27          | 5            |

### Giocati a Siracusa
|                             | Gare | Vittorie Palermo | Pareggi | Vittorie Siracusa | Gol Palermo | Gol Siracusa |
| Serie B                     | 2    | 0                | 1       | 1                 | 0           | 1            |
| Serie C/C1                  | 5    | 1                | 3       | 1                 | 6           | 6            |
| Camp. Merid. (1928-1929)    | 2    | 0                | 0       | 2                 | 0           | 6            |
| Camp. siciliano (1944-1945) | 1    | 1                | 0       | 0                 | 2           | 1            |
| Serie C2                    | 1    | 1                | 0       | 0                 | 1           | 0            |
| Coppa Italia                | 1    | 0                | 0       | 1                 | 0           | 1            |
| Coppa Italia C              | 1    | 0                | 1       | 0                 | 0           | 0            |
| Totale                      | 13   | 3                | 5       | 5                 | 9           | 15           |

### Totale
|                             | Gare | Vittorie Palermo | Pareggi | Vittorie Siracusa | Gol Palermo | Gol Siracusa |
| Serie B                     | 4    | 1                | 1       | 2                 | 2           | 2            |
| Serie C/C1                  | 10   | 6                | 3       | 1                 | 16          | 7            |
| Camp. Merid. (1928-1929)    | 4    | 1                | 1       | 2                 | 5           | 7            |
| Camp. siciliano (1944-1945) | 2    | 2                | 0       | 0                 | 8           | 1            |
| Serie C2                    | 2    | 1                | 1       | 0                 | 2           | 1            |
| Coppa Italia                | 1    | 0                | 0       | 1                 | 0           | 1            |
| Coppa Italia C              | 2    | 1                | 1       | 0                 | 3           | 1            |
| Totale                      | 25   | 12               | 7       | 6                 | 36          | 20           |

## Statistiche individuali

### Record di reti
| Giocatore                  | Squadra  | Campionato | Coppa Italia | Totale |
| -------------------------- | -------- | ---------- | ------------ | ------ |
| Pietro Bazan               | Palermo  | 4          |              | 4      |
| Paolo Della Casa           | Siracusa | 3          |              | 3      |
| Gaetano Conti              | Palermo  | 2          |              | 2      |
| Gaetano Musella            | Palermo  | 2          |              | 2      |
| Claudio Casale             | Palermo  | 2          |              | 2      |
| Valerio Mazzucato          | Siracusa | 2          |              | 2      |
| Enrico Scioscia            | Palermo  | 2          |              | 2      |
| Giorgio Carrera            | Palermo  | 1          | 1            | 2      |
| Umberto Di Falco           | Palermo  | 2          |              | 2      |
| Francesco Paolo De Rosalia | Palermo  | 2          |              | 2      |
| Mario Del Cittadino        | Palermo  | 2          |              | 2      |
| Maurizio D'Este            | Palermo  | 1          | 1            | 2      |
| Antonio Gamma              | Siracusa | 2          |              | 2      |
| Giovanni Frangipane        | Palermo  | 2          |              | 2      |

## Record
- Vittoria del Palermo con massimo scarto:

Palermo-Siracusa 6-0 (Campionato siciliano 1944-1945)
- Pareggio con più gol:

Palermo-Siracusa 1-1 (Campionato Meridionale 1928-1929)

Siracusa-Palermo 1-1 (Serie C 1941-1942)

Palermo-Siracusa 1-1 (Serie C2 1987-1988)

Siracusa-Palermo 1-1 (Serie C1 1989-1990)

Siracusa-Palermo 1-1 (Serie C1 1992-1993)
- Vittoria del Siracusa con massimo scarto:

Siracusa-Palermo 4-0 (Campionato Meridionale 1928-1929)

### A Siracusa
- Ultima vittoria Siracusa:

In campionato:

Siracusa-Palermo 3-2 (3 febbraio 1991)

In Coppa Italia:

Siracusa-Palermo 1-0 (12 novembre 1939) 
- Ultimo pareggio:

In campionato:

Siracusa-Palermo 1-1 (28 marzo 1993)

In Coppa Italia:

Siracusa-Palermo 0-0 (9 settembre 1987) 
- Ultima vittoria Palermo:

In campionato:

Siracusa-Palermo 0-1 (22 novembre 1987)

In Coppa Italia:

Siracusa-Palermo - 

### A Palermo
- Ultima vittoria Palermo:

In campionato:

Palermo-Siracusa 1-0 (i novembre 1992)
 
In Coppa Italia:

Palermo-Siracusa 3-1 (30 agosto 1987) 
- Ultimo pareggio:

In campionato:

Palermo-Siracusa 1-1 (10 aprile 1988)

In Coppa Italia:

Palermo-Siracusa - 
- Ultima vittoria Siracusa:

In campionato:

Palermo-Siracusa 0-1 (9 maggio 1948)

In Coppa Italia:

Palermo-Siracusa - 

## Sezione femminile
Nel 2023 viene costituito ufficialmente il Siracusa Calcio 1924 femminile, che al termine della stagione ottenuta la promozione in Serie C, raggiunge il Catania ed il Palermo in terza serie.

## Risultati
Dati aggiornati al 08 agosto 2024
Qui di seguito si riporta la lista completa in ordine cronologico dei 2 derby calcistici disputati in gare ufficiali dal 2024.
| Arbitro: | Antonio Diella (Vasto) |

|  |           |                         |
|  | Marcatori | Cancilla, Piro, Bonanno |

| Palermo 02 febbraio 2025 17ª giornata Serie C 2024-2025 2º derby         | Palermo   | 4 – 0 | Siracusa |  |
| \| \| \| \| \| Dragotta, Chirillo, Cancilla, Dragotta \| Marcatori \| \| |           |       |          |  |
|                                                                          |           |       |          |  |
| Dragotta, Chirillo, Cancilla, Dragotta                                   | Marcatori |       |          |  |

## Stadi

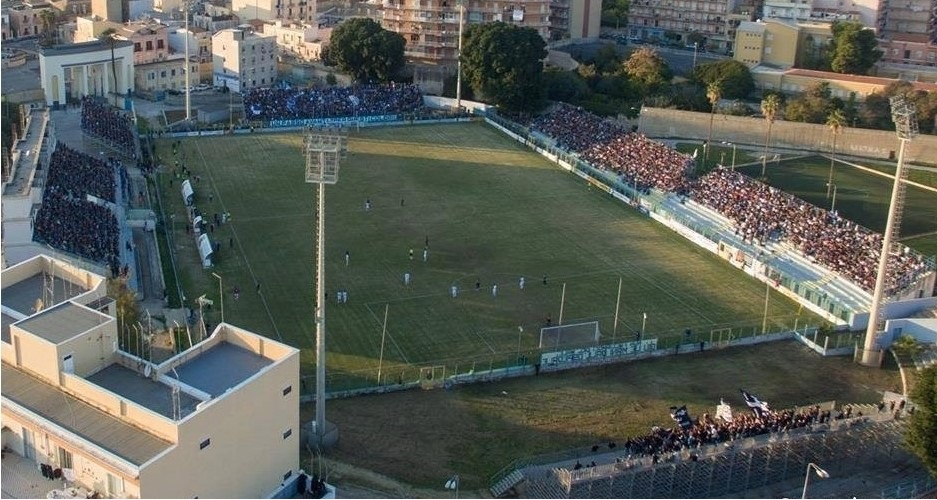
Lo Stadio Vittorio Emanuele III, dal 1979 intitolato ad Nicola De Simone, ha ospitato la maggior parte dei derby tra Palermo e Siracusa.

L'impianto che ha ospitato il maggior numero di derby ufficiali tra Palermo e Siracusa è lo Stadio Nicola De Simone di Siracusa, inaugurato nel 1932. Altri campi da gioco teatro del derby sono stati lo Stadio Renzo Barbera, lo Stadio Ranchibile ed il Campo Coloniale.
Di seguito viene riportato un prospetto con il numero di partite disputate in ogni campo da gioco.
| Stadio                  | Partite giocate |
| ----------------------- | --------------- |
| Stadio Nicola De Simone | 11              |
| Stadio Renzo Barbera    | 10              |
| Stadio Ranchibile       | 3               |
| Campo Coloniale         | 3               |
| Totale                  | 27              |